# Centroptiloides
Centroptiloides is een geslacht van haften (Ephemeroptera) uit de familie Baetidae.

## Soorten
Het geslacht Centroptiloides omvat de volgende soorten:
- Centroptiloides bifasciatum
- Centroptiloides ornatum